# Chaetostomella steropea
Chaetostomella steropea es una especie de insecto del género Chaetostomella de la familia Tephritidae del orden Diptera.

## Historia
Rondani la describió científicamente por primera vez en el año 1870.